# Groenvleugelara
De groenvleugelara (Ara chloropterus) is een grote, kleurrijke vogel die behoort tot de familie Psittacidae (papegaaien van Afrika en de Nieuwe Wereld). Het is de grootste soort binnen het geslacht Ara.

## Kenmerken
Het verenkleed is dieprood. De teugels, omgeving van de ogen en de wangen bestaan uit witachtig gekleurde naakte huid; teugels en bovenste deel van de naakte wangen zijn bezet met een half dozijn of meer smalle stroken van kleine, rode, stoppelachtige veertjes. De middelste vleugeldekveren, binnenste armpennen, schouderdekveren en de schouders zijn groen. Ook de basis van de kleine vleugeldekveren is groen. De grote vleugeldekveren en de buitenste armpennen zijn blauw, de buitenvlaggen van de handpennen donkerblauw. De rug, de stuit en de boven- en onderstaartdekveren zijn hemelsblauw. De bovenzijde van de middelste staartveren is donkerrood, de uiteinden zijn blauw; overige grote staartveren blauw met rode buitenvlag aan het uiteinde; de onderzijde van de staart is donkerrood. De bovensnavel is hoornkleurig met uitzondering van een kleine grijszwarte vlek langs de snijranden en aan de punt; ondersnavel grijszwart. De iris is lichtgeel. De poten zijn donkergrijs, de nagels grijszwart.
Tussen man en pop is nauwelijks verschil; pop veelal iets kleiner, kop ronder, snavel smaller. De lichaamslengte bedraagt 90 cm en het gewicht 1 kg.
De vogel heeft een erg sterke snavel die een bijtdruk kan produceren van 138 bar en boomtakken in tweeën kan breken. De snavel is daardoor in staat om zeer harde noten en zaden te kraken.

## Leefwijze
Het voedsel in de natuur bestaat uit zaden, noten, vruchten, bessen en ander plantaardig voedsel dat ze in hoofdzaak in de boomtoppen vergaren.

## Voortplanting
De pop legt meestal drie eieren, bijna altijd komen er maar twee jongen groot. Vermoed wordt, dat de pop dit doet om bij voorbaat het risico van een beschadigd ei in te calculeren. De eieren worden met tussenpozen van drie of vier dagen gelegd, ze worden door de pop vier weken bebroed. De man slaapt wel vaak 's nachts ook in het blok maar broedt niet mee.
Arajongen groeien in verhouding traag maar zijn wel zeer grote eters. De hoeveelheid voeding per dag moet hier zeker op aangepast worden. Pas na drie maanden klimmen de jongen het nestblok uit, ze zitten dan volledig in de veren maar zien er vaak nog erg verfomfaaid uit.

## Verspreiding en leefgebied
Deze standvogel heeft zijn verspreidingsgebied in  Oost-Panama, Noordwest-Colombia ten oosten van het Andesgebergte en Venezuela tot Guyana. Verder zuidelijk tot aan de staten Paraná en Mato Grosso in Brazilië en in Noordoost-Bolivia, Paraguay en Noord-Argentinië. Het landschap varieert van vochtig regenwoud tot berggebieden tot 1500 meter hoogte.
Echter is het aantal, evenals de andere papegaaisoorten, sterk teruggelopen vanwege vernietiging van de habitat door de mens en het verzamelen van exemplaren voor handel in exotische dieren.

## Kruisen
In gevangenschap wordt deze papegaai ook wel gekruist met andere rassen, met als doel nieuwe kruisingen voort te brengen. Wanneer de groenvleugelara met de blauw-gele ara wordt gekruist, ontstaat er de 'harlekijnara'.